# Северин (певица)
Северин (фр. Séverine, настоящее имя Жозиан Гризо (фр. Josiane Grizeau); родилась 10 октября 1948, Париж) — французская певица

, победитель конкурса песни Евровидение 1971 года.
После окончания школы обучалась профессии преподавателя иностранных языков и одновременно пела в различных любительских коллективах. Первый сингл записала в 1969 году.
Представляла Монако на конкурсе «Евровидение» 1971 года, где одержала победу с песней «Un banc, un arbre, une rue». При этом, по словам певицы, она не была в Монако ни до, ни после своей победы. Победную песню певица записала также на английском, немецком и итальянском языках, благодаря чему она заняла первое место в хит-парадах Канады и Швеции, второе — в странах Бенилюкса, третье — в Ирландии. Выступала в совместных программах с такими звездами как Джо Дассен и Мишель Сарду.
В 1970-е годы продолжила свою сценическую карьеру в ФРГ, при этом в 1976 и 1982 гг. участвовала в западногерманских национальных отборах на конкурс «Евровидение». В 1999 году вернулась в Париж, где преподает пение в музыкальной школе.